# Pempheris schwenkii
Pempheris schwenkii är en fiskart som beskrevs av Bleeker, 1855. Pempheris schwenkii ingår i släktet Pempheris och familjen Pempheridae. Inga underarter finns listade i Catalogue of Life.